# Estatuto da Rainha Ana
O Estatuto da Rainha Ana, promulgado em 10 de abril de 1710, constitui um antecedente histórico de grande importância no âmbito dos direitos de propriedade intelectual. Foi a primeira norma legal que reconheceu o que se conhece no direito anglo-saxão como copyright. Esta normativa foi enfocada a corrigir os problemas existentes nesse momento em torno da reprodução e venda de obras literárias. A mesma reconhece ao autor o seu direito de propriedade.